# Pseudorabdion oxycephalum
Pseudorabdion oxycephalum — вид змій родини полозових (Colubridae). Ендемік Філіппін.

## Поширення і екологія
Pseudorabdion oxycephalum мешкають на островах Негрос, Себу, Масбате і Панай та, можливо, на островах Гуймарас. Вони живуть у вологих рівнинних і гірських тропічних лісах, на висоті до 1200 м над рівнем моря.